# Frequência Global
Freqüência Global (no original, Global Frequency) é uma série limitada de 12 edições criada e escrita pelo escritor britânico Warren Ellis, que foi publicada pela DC Comics através de seu selo editorial Wildstorm e contou, em cada uma de suas edições, com um artista diferente: pela ordem, Garry Leach, Glenn Fabry, Steve Dillon, Roy Martinez, Jon Muth, David Lloyd, Simon Bisley, Chris Sprouse, Lee Bermejo, Tomm Coker, Jason Pearson e Gene Ha. Cada edição contém uma história fechada da organização que dá título a série.
Liderada por Miranda Zero e coordenada por Aleph, a "Frequência Global" é uma organização que intervem em grandes emergências e, de acordo com a missão, recruta os mais habilitados operativos dentre os mil e um agentes que compõem o grupo.
Foi indicada ao Eisner Awards em 2004, na categoria "Melhor Minissérie". No Brasil, foi publicada pelas editoras Pandora Books, Pixel Media e Panini Comics.